# Злекская волость
Злекская волость (латыш. Zlēku pagasts) — одна из административных территорий юго-востока Вентспилсского края, на берегах рек Венты и Абавы. Граничит с Зирской, Пилтенской и Угальской волостями своего края и Эдольской, Падурской и Румбской волостями Кулдигского края. Наиболее крупные населенные пункты Злекас (центр волости), Лайдзесциемс, Пасилциемс, Вецлицниеки.

## История
В 1935 году площадь Злекской волости, входившей в Виндавский уезд, была 168 км² и в ней проживало 1428 жителей. 
В 1945 году в волости были созданы Циркальский и Злекский поселковые советы, а волость в 1949 году ликвидировали.  
Злекская волость входила в Вентспилсский (1949—1962), Талсинский (1962—1967) и затем опять в Вентспилсский (после 1967 г.) районы.  
В 1990 году посёлок реорганизовали в волость.  
В 2009 году Злекскую волость как административную территорию включили в Вентспилсский край. 

## Известные люди
- Йохан Георг Биттнер (1779—1862) — пастор и писатель Балтийских немцев.
- Георг Биттнер (1805—1883) — пастор и первый собиратель латышских народных песен — дайн, последователь зачинателя сбора латышского фольклора, остзейского философа Иоганна Готфрида Гердера. Балтийские немцы начали собирать дайны за 50 лет до того, как к этому подключились латыши и главный исследователь латышского фольлора Кришьянис Баронс[2].
- Фабрициус, Ян Фрицевич (1877—1929) — командир и комиссар Красной Армии во время Гражданской войны, командир высшего начсостава РККА, в память о котором в посёлке Злекас в советское время существовал дом-музей.